# Sede primacial (Iglesia católica)

Modelo de escudo de armas de los primados católicos que no son cardenales

Modelo de escudo de armas de los primados católicos que no son cardenales y que también ostentan la dignidad de Metropolitano

Una sede primacial (en latín: prima sedes episcoporum) en la Iglesia católica de rito latino es una arquidiócesis presidida ordinariamente por un arzobispo que lleva el título de primado (primas) y lo ejerce pro tempore. 
El primado es un obispo que ejerce permanentemente una supremacía respecto de algunos derechos sobre todos los obispos y clérigos, no solo sobre los de su propia provincia, como el metropolitano, sino también a veces sobre cierto número de provincias, tales como las que se encuentran dentro de una Iglesia nacional o una región. El término también designa la extensión de la jurisdicción eclesiástica del primado. La iglesia catedral de la sede primacial recibe el título de catedral primada o catedral primacial. 
Se concede típicamente en una de las arquidiócesis más viejas de un país o en la ciudad capital, aunque en algunos casos la ciudad sede ya no tiene la preeminencia del pasado. En algunas diócesis el título se mantiene por tradición sin tener reconocimiento actual por la Santa Sede. Algunos primados recibieron el título ad personam sin transferirlo a sus sucesores en la arquidiócesis. En otros casos la Santa Sede otorgó derechos primaciales, pero no el título. Ciertas áreas de responsabilidad de los primados ahora son realizadas por las conferencias episcopales.

## Primacía papal
Según la doctrina de la Iglesia católica, el dogma de la primacía papal consiste en la suprema autoridad y poder del obispo de Roma, en la Santa Sede, sobre las diversas Iglesias particulares que componen la Iglesia católica (333 § 1 del Código de Derecho Canónico). De acuerdo con la creencia católica, el propio Jesucristo estableció el papado cuando confirió sus responsabilidades y poderes al apóstol Pedro (primado de Pedro). Por esta razón, el catolicismo reconoce al papa (sucesor de Pedro) como el jefe universal de la Iglesia con plenas potestades de jurisdicción: en virtud de su función, potestad ordinaria, que es suprema, plena, inmediata y universal en la Iglesia, y que puede siempre ejercer libremente (c. 333 del CDC). Esta primacía papal es entendida en las Iglesias ortodoxas como primus inter pares, correspondiente solo a una primacía de honor sobre toda la Iglesia cristiana.

## Título de primado
Las prerrogativas de los primados difirieron considerablemente de una región a otra. Los primados pueden ser de honor, de orden y de jurisdicción. El primado de honor da derecho a ocupar el primer lugar sin jurisdicción alguna superior sobre los demás. El primado de orden da derecho a ocupar el primer lugar con facultad de ejercer algunas funciones administrativas sobre los demás. El primado de jurisdicción da derecho a regir la Iglesia con plena potestad, lo cual corresponde a la primacía papal.
Fue en el norte de África donde fueron más extensivas. El primado ejerció allí un derecho de vigilancia y control, como surge del Concilio de Cartago en 397 y del Concilio de Milève en Numidia en 402. El primado de Estrigonia también tenía ciertos derechos de jurisdicción sobre las diócesis.
En general las prerrogativas de los primados eran puramente honorarias, tales como el derecho a llevar la cruz alzada delante de sí en todas las provincias de su primado y el uso del palio, pero los papas otorgaron a algunos primados prerrogativas de orden tales como: derecho a presidir concilios nacionales (la convocatoria a un concilio es prerrogativa papal), derecho a recibir las instancias de apelación de tribunales metropolitanos (carta del papa Bonifacio I a los obispos de las Galias circa 418), y el derecho a exigir la profesión de obediencia a los metropolitanos (declarado por el papa Urbano II en 1096). También podían ejercer el derecho a coronar reyes. Estos derechos cayeron en desuso al cesar de realizarse concilios nacionales, pasar las causas de apelación a la Rota romana y extinguirse algunas monarquías católicas. 
La sede primacial se encuentra generalmente en los países con una larga tradición católica en los cuales la Santa Sede reconoció el título de primado generalmente a solicitud de reyes —a quienes solían coronar— y de prelados. 
El Código de Derecho Canónico de 1917 menciona a los primados en dos cánones:

271. Aparte de la prerrogativa del honor y del derecho de precedencia que le atribuye el can. 280, el título de patriarca y primado no comprende ninguna jurisdicción especial, salvo que una ley particular lo haya conferido a alguno de ellos.
280. Un patriarca tiene precedencia sobre un primado, un primado sobre un arzobispo, este último sobre los obispos, salvo lo previsto en el can. 347.

En el código vigente desde 1983 solo se menciona a los primados en el canon 438:

438. Aparte de la prerrogativa honorífica, el título de Patriarca o el de Primado no lleva consigo en la Iglesia latina ninguna potestad de régimen, a no ser que en algún caso conste otra cosa por privilegio apostólico o por costumbre aprobada.

En la actualidad en la Iglesia latina el título de primado está desprovisto regularmente de toda potestad de orden, de tal manera que el primado es considerado el primus inter pares entre todos los obispos de una Iglesia nacional o regional, y solo a efectos honoríficos y ceremoniales. El papa o la costumbre aprobada por la Santa Sede pueden conferir excepcionalmente a los primados de alguna sede primacial alguna potestad no honoraria. Entre las prerrogativas honoríficas que suelen subsistir está la ubicación de honor en los concilios entre los patriarcas y los metropolitanos, usar la cruz primacial, y celebrar de pontifical en todo el territorio de la primacía.
El primado se ubica por encima de un arzobispo metropolitano en términos ceremoniales, pero por debajo de un patriarca y un arzobispo mayor. Si es un cardenal, se aplican las reglas aplicables a los cardenales.
En las Iglesias orientales católicas el patriarca y el archieparca mayor (o arzobispo mayor) son considerados primados como presidentes de sus Iglesias autónomas, sin que por ello la palabra 'primado' se considere uno de sus títulos, pues no aparece en el Código de los cánones de las Iglesias orientales y se usa raramente.

## Historia
Los primeros concilios ecuménicos reconocieron la primacía de honor de los patriarcados orientales estableciendo una preeminencia jerárquica entre ellos (pentarquía). Fueron reconocidos también 3 exarcados (de Éfeso en Asia, Cesarea en el Ponto y Heraclea en Tracia) con similares prerrogativas honoríficas que los patriarcas sobre ciertos territorios del Oriente, pero también ejerciendo derechos como los de ordenar a los metropolitanos y a convocar sínodos por sí mismo.
La palabra primado no tuvo siempre la misma acepción y en documentos antiguos aparece como sinónimo de patriarca y también de lo que en Oriente se llamaba exarcado. Las sedes primaciales aparecieron en la Iglesia occidental en el siglo IV y en el norte de África los metropolitanos (que era el obispo más antiguo de la provincia sin importar la sede) usaban el título de primado. Escapa a esta regla el metropolitano de la arquidiócesis de Cartago, que presidió las Iglesias del norte de África romana. El obispo de Cartago se convirtió en primado y metropolitano de facto de la diócesis civil de África, que comprendía las provincias de África Proconsular, Bizacena, Numidia, Tripolitania y las Mauritanias, correspondiente a la mayor parte de la actual costa mediterránea y al interior del norte de África. Por este motivo la ciudad fue sede de numerosos concilios locales convocados para abordar las cuestiones eclesiales que se iban planteando, siendo explícitamente mencionado el título de primado en los sínodos celebrados en Cartago en el 390 y 397. Los obispos de Cartago ejercieron una primacía real, aunque no formalizada, en la Iglesia africana primitiva. El papa León I confirmó el primado del obispo de Cartago en 446, diciendo: De hecho, después del obispo romano, el principal obispo y metropolitano de toda África es el obispo de Cartago. El metropolitano provincial estaba asociado con el obispo principal de la provincia más que con una sede en particular y era de poca importancia en comparación con la autoridad del obispo de Cartago, a quien podía apelar directamente el clero de cualquier provincia.
Fuera de África el título fue usado por metropolitanos como primados de una provincia. Posteriormente el título de primado pasó a corresponder a los metropolitanos que eran vicarios papales (legados natos), como los de Arlés y Tesalónica, cuyos derechos delegados por los papas eran solo a la persona de un metropolitano y no a sus sedes ni sucesores.
Por la bula Antiqua sanctorum Patrum de abril de 1079 el papa Gregorio VII reconoció al arzobispo de Lyon, Gébuin, y a sus sucesores, el título de primado, con jurisdicción sobre las cuatro provincias de Galia Lugdunense.
Por la bula Potestatem ligandi del 25 de diciembre de 1089 el papa Urbano II reconoció al arzobispo de Reims, Rainaud, y a sus sucesores, el título de primado, con jurisdicción sobre la Galia Bélgica, es decir la provincia eclesiástica de Reims.
Por la bula Potestam ligandi de noviembre de 1097 Urbano II reconoció al arzobispo de Narbona, Bertrand, y a sus sucesores, el título de primado, con jurisdicción sobre las dos provincias de Galia Narbonense.
Por la bula Cunctis sanctorum del 15 de octubre de 1098 Urbano II reconoció al arzobispo de Toledo, Bernardo, y a sus sucesores, el título de primado, con jurisdicción sobre Hispania. El VII Concilio de Toledo en 646 le había otorgado algunos derechos primaciales, pero no el título.
Por la bula In eminenti de noviembre de 1198 el papa Inocencio III reconoció al arzobispo de Lund, Absalon, y a sus sucesores, el título de primado, con jurisdicción sobre Escandinavia.
Por la bula Si sua cuique de 1198 Inocencio III reconoció al arzobispo de Pisa, Ubald, y a sus sucesores, el título de primado, con jurisdicción sobre Cerdeña.
Por la bula In supremae dignitatis de 1354 el papa Inocencio VI reconoció al arzobispo de Canterbury, Simon, y a sus sucesores, el título de primado de toda Inglaterra; y al arzobispo de York, Jean, y a sus sucesores, el de primado de Inglaterra. Estos títulos han sido mantenidos después por la Iglesia de Inglaterra de comunión anglicana.
Para otros títulos de primacía existen cartas pontificias que los mencionan: de Bonifacio IX en 1394 y de Nicolás V en 1451 para la arquidiócesis de Estrigonia en Hungría; y de León X en 1515 para la arquidiócesis de Gniezno en Polonia.
Posteriormente, el título de primacía fue otorgado a algunas arquidiócesis por decretos de la Santa Sede: Nancy en 1602, Varsovia en 1805, Leópolis en 1849 y Salzburgo en 1854.
Los primados existentes en Francia se extinguieron en 1801, cuando en virtud del concordato con Napoleón Bonaparte, el papa Pío VII suprimió todas las diócesis existentes para efectuar un nuevo arreglo diocesano.

## Concilios ecuménicos
El Concilio de Trento no reconoció los derechos de los primados.

### Primacías en el Concilio Vaticano I
En el Concilio Vaticano I en 1869 se redactó una lista de primados (breve Multiplices inter del 27 de noviembre de 1869) reconociendo el papa como indulgencia especial sus derechos de precedencia a instancias del primado húngaro, pero como una excepción solo para esa ocasión sin que por ello se reconocieran permanentemente las primacías. En la lista figuraron los siguientes primados en orden de promoción y sin indicar la primacía de cada uno:
- Arzobispo de Armagh: primado de toda Irlanda (desde 455, reconocido en 1171)
- Arzobispo de Bar y Shkodër: primado de Serbia (desde 1067, nuevamente reconocido en 1902)
- Arzobispo de Braga: Primas Hispaniarum
- Arzobispo de Estrigonia: primado de Hungría y legado nato (desde 1000)
- Arzobispo de Gniezno y Poznań: primado de Polonia y legado nato (desde 1414, reconocido en 1513)
- Arzobispo de Malinas: primado de Bélgica (desde 1560)
- Arzobispo de Salerno: primado del Reino de Nápoles (desde 1099)
- Arzobispo de Salzburgo: primado de Alemania y legado nato (desde 973)
- Arzobispo de San Salvador de Bahía: primado del Brasil
- Arzobispo de Tarragona: primado de las Españas (desde 385, reconocido en 1150)

### Primacías en el Concilio Vaticano II
En el Concilio Vaticano II (1962-1965) algunos obispos firmaron los documentos conciliares utilizando el título de primado:
- Arzobispo de Armagh: totius Hiberniae Primas[20]
- Arzobispo de Bar: Primas Serbiae[21]
- Arzobispo de Braga: Primas Hispaniarum[22]
- Arzobispo de Dublín: Primas Hiberniae[21]
- Arzobispo de Gnesen o Gniezno y Varsovia: Primas Poloniae[23]
- Arzobispo de Lima: Primas Peruviae[23]
- Arzobispo de Lyon y Vienne: Primas Galliae[23]
- Arzobispo de México: Primas Mexici[22]
- Arzobispo de Pisa: Primas Sardiniae et Corsicae[21]
- Arzobispo de Quebec: Primas Canadiae[22]
- Arzobispo de Rennes: Primas Britanniae[22]
- Arzobispo de Salerno-Campagna-Acerno: Primas Salernitanus[21]
- Arzobispo de Salzburgo: Primas Germaniae[21]
- Arzobispo de Santo Domingo: Primas Indiarum Occidentalium[22]
- Arzobispo de Sucre: Primas Boliviae[23]
- Arzobispo de Westminster: Primas Angliae[21]

## Arzobispos que utilizan el título de primado
- Argentina: el arzobispo de Buenos Aires, que utilizó el título de primado de la Argentina otorgado por decreto Cum ecclesiastica provincia Bonaërensis de la Sagrada Congregación Consistorial de 29 de enero de 1936 por el papa Pío XI.[24] Desde el 22 de julio de 2024 por bula del papa Francisco la sede primacial pasó a la arquidiócesis de Santiago del Estero.[25]
- Austria: el arzobispo de Salzburgo, que utiliza los títulos de Primas Germaniae (primado de Germania) y legatus natus (legado nato).[26]
- Bélgica: el arzobispo de Malinas-Bruselas, que utiliza el título de primat de Belgique/ primaat van België (primado de Bélgica).[27]
- Bolivia: el arzobispo de Sucre, que utiliza el título de primado de Bolivia por concesión del papa Francisco de 11 de febrero de 2021.[28]
- Brasil: el arzobispo de San Salvador de Bahía, que utiliza el título de primaz do Brasil (primado del Brasil).[29] Aunque reconocido en 1870 y 1892, fue conferido oficialmente el 25 de octubre de 1980 por Juan Pablo II.[30]
- Canadá: el arzobispo de Quebec, que utiliza el título de primat du Canada (primado de Canadá).[31] Desde el 24 de enero de 1956  el título fue otorgado por el papa Pío XII.
- Colombia: el arzobispo de Bogotá, que utiliza el título de primado de Colombia.[32] Fue reconocido por el papa León XIII, a través de un decreto de la Congregación Consistorial el 7 de noviembre de 1902.[33]
- Cuba: el arzobispo de Santiago de Cuba, que utiliza el título de primado de Cuba.[34]
- Ecuador: el arzobispo de Quito, que utiliza el título de primado del Ecuador[35] desde que le fue conferido el 11 de noviembre de 1995 por Juan Pablo II.[36]
- España: el arzobispo de Tarragona, que utiliza el título de primado de España.[37]
- España: el arzobispo de Toledo, que utiliza el título de primado de España.[38]
- Francia: el obispo de Nancy-Toul, que utiliza el título de primat de Lorraine (primado de Lorena).[39]
- Francia: el arzobispo de Lyon, que utiliza el título de primat des Gaules (primado de las Galias)[40] desde el 415, reconocido en 1079, suprimido en 1801 y restaurado en 1916.
- Francia: el arzobispo de Ruan, que utiliza el título de primat de Normandie (primado de Normandía).[41]
- Guatemala: el arzobispo de Guatemala, que utiliza el título de primado de Guatemala.[42]
- Hungría: el arzobispo de Esztergom-Budapest, que utiliza el título de Magyarország prímása (primado de Hungría).[43]
- India: el arzobispo de Goa y Damán, que utiliza el título de Primate of the East (primado del Oriente).[44]
- Irlanda: el arzobispo de Armagh utiliza el título de Primate of All Ireland (primado de toda Irlanda).[45]
- Irlanda: el arzobispo de Dublín, que utiliza el título de Primate of Ireland (primado de Irlanda).[46]
- Italia: el papa (obispo de Roma), que utiliza el título de Primas Italiae o Primate d’Italia (primado de Italia).[47]
- Italia: el arzobispo de Palermo, que utiliza el título de Primas Siciliae o Primate di Sicilia (primado de Sicilia).[48]
- Italia: el arzobispo de Salerno-Campagna-Acerno utiliza el título de Primate di Salerno-Campagna-Acerno (primado de Salerno-Campagna-Acerno).[49]
- México: el arzobispo de México, que utiliza el título de primado de México.[50] Fue reconocido el 29 de junio de 1951 por el papa Pío XII.[51]
- Montenegro: el arzobispo de Bar, que utiliza el título de Primas Srbije (primado de Serbia).[52]
- Perú: el arzobispo de Lima, que utiliza el título de primado del Perú.[53] El título fue conferido por Pío V en 1572, confirmado por Gregorio XVI en 1834 y por Pío XII en 1943.
- Polonia: el arzobispo de Gniezno, que utiliza el título de Prymas Polski (primado de Polonia).[54]
- Portugal: el arzobispo de Braga, que utiliza el título de Primaz das Espanhas (primado de las Españas).[55]
- República Checa: el arzobispo de Praga, que utiliza el título de primas český (primado checo).[56]
- República Dominicana: el arzobispo de Santo Domingo, que utiliza el título de primado de Indias.[57]

## Primacías que se extinguieron
Algunas primacías se extinguieron debido a que las sedes fueron perdidas por la Iglesia católica a causa de la ocupación del Imperio otomano o por la Reforma protestante. Las primacías francesas fueron suprimidas por el concordato con Napoleón Bonaparte y la constitución apostólica del papa Pío VII Qui Christi Domini del 29 de noviembre de 1801, que derogó la organización eclesiástica francesa estableciendo una nueva sin primacías. Pese a eso algunos obispos continuaron usando el título y el primado de las Galias (correspondiente al arzobispo de Lyon) fue restablecido por la Santa Sede en 1916.
- Arlés: primado de Borgoña y Austrasia (desde el siglo III hasta 1801)
- Reims: primado de la Galia belga (desde 1100 hasta 1801)
- Vienne: primado de los primados de Francia (desde 1120 hasta 1801)
- Sevilla: primado de España, Andalucía y Portugal (desde 480 hasta 1145)
- Cantórbery o Canterbury: primado de Inglaterra (desde 1072 hasta el siglo XVI)
- Maguncia: primado de Alemania (desde 747 hasta el 25 de febrero de 1803)
- Atenas: primado de Grecia (desde el siglo IX hasta 1145)
- Auch: primado de la Novempopulania y de las dos Navarras (desde 845 hasta 1801)
- Magdeburgo: primado de toda la Germania (desde 967 hasta 1545)
- Colonia: legado nato (desde 999 hasta 1801)
- Tréveris: legado nato (desde el siglo XI hasta 1802)
- York: primado de Inglaterra (desde el siglo XI hasta 1559)
- Lucca: primado de Toscana (desde 1070 hasta 1726)
- Narbona: primado de la Galia Narbonense (desde 1097 hasta 1801)
- Lund: primado de Escandinavia (desde 1103 hasta 1217) y luego primado de Dinamarca (desde 1217 hasta 1536)
- Nidaros o Trondheim: primado de Noruega (desde 1148 hasta 1538)
- Upsala: primado de Suecia (desde 1148 hasta 1558)
- Nicosia: primado del Reino de Chipre (desde 1191 hasta 1571)
- Veliko Tarnovo: primado de los búlgaros y válacos (desde 1204 hasta el siglo XV)
- Braga: primado de toda Galicia (desde 1400 hasta 1716)
- San Andrés: primado de Escocia (desde 1472 hasta 1570)
- Nancy: primado de Lorena (desde 1602 hasta 1801)
- Ratisbona o Regensburg: primado de Alemania (desde 1803 hasta 1831)
- Constantinopla: primado de los armenios (desde 1830 hasta 1867)
- Cartago: primado de África (hasta 1884, reconocido de nuevo en 1893 hasta 1964)
- Funchal: el 8 de julio de 1539 el papa Paulo III mediante la bula Romani Pontificis concedió a los arzobispos metropolitanos de Funchal la dignidad de primados,[58] pero el 3 de julio de 1551 volvió a su estatus anterior de diócesis sufragánea.

### Personal
- En Chile, José María Caro Rodríguez, primer cardenal de ese país y arzobispo de Santiago de Chile, ostentó el título personal y vitalicio de primado de Chile entre 1950 y 1958.[59]

## Heráldica
El primado que no es cardenal estampa sus brazos, como el arzobispo, con la cruz con dos travesaños, y el sombrero verde con cinco filas de borlas, como los patriarcas. Están prohibidos en los escudos todos los signos de nobleza o dignidades temporales que no estén relacionados con su sede y toda decoración, a excepción de las cruces de órdenes caballerescas, como la Orden de San Juan de Jerusalén y el Santo Sepulcro.